# Espanya als Jocs Olímpics d'estiu de 1952
Espanya va estar representada als Jocs Olímpics d'Estiu de 1952 celebrats a Hèlsinki, Finlàndia, per 27 esportistes (tots homes) que competiren en 7 esports. El portador de la bandera a la cerimònia d'obertura fou l'esportista multidisciplinar Lluís Omedes.

## Medaller
L'equip olímpic espanyol va aconseguir les següents medalles:
| Esport | Or | Plata | Bronze | Total |
| Tir    | 0  | 1     | 0      | 1     |
| Total  | 0  | 1     | 0      | 1     |

## Medallistes
| Esportistes | Esport | Esdeveniment | Data         |
| ----------- | ------ | ------------ | ------------ |
| Argent      |        |              |              |
| Ángel León  | Tir    | Pistola 50 m | 25 de juliol |

## Esports
| Esport     | Homes | Dones | Total |
| ---------- | ----- | ----- | ----- |
| Gimnàstica | 1     | 0     | 1     |
| Hípica     | 6     | 0     | 6     |
| Natació    | 3     | 0     | 3     |
| Rem        | 6     | 0     | 6     |
| Tir        | 4     | 0     | 4     |
| Vela       | 1     | 0     | 1     |
| Waterpolo  | 8     | 0     | 8     |
| Total      | 29    | 0     | 29    |

## Gimnàstica
Vegeu Gimnàstica als Jocs Olímpics d'estiu de 1952
Masculí
| Esportista    | Esdeveniment               | Aparells | Aparells | Aparells | Aparells | Aparells | Aparells | Total  | Posició |
| Esportista    | Esdeveniment               | T        | A        | CA       | SC       | BP       | BF       | Total  | Posició |
| ------------- | -------------------------- | -------- | -------- | -------- | -------- | -------- | -------- | ------ | ------- |
| Joaquín Blume | Concurs complet individual | 18,45    | 18,45    | 16,25    | 18,20    | 18,10    | 18,45    | 107,90 | 56      |

| Esportista    | Esdeveniment       | Obligatori | Voluntari | Total | Posició |
| ------------- | ------------------ | ---------- | --------- | ----- | ------- |
| Joaquín Blume | Anelles            | 9,20       | 9,25      | 18,45 | 38      |
| Joaquín Blume | Barra fixa         | 9,15       | 9,30      | 18,45 | 40      |
| Joaquín Blume | Barres paral·leles | 9,00       | 9,10      | 18,10 | 60      |
| Joaquín Blume | Cavall amb arcs    | 8,00       | 8,25      | 16,25 | 101     |
| Joaquín Blume | Salt sobre cavall  | 9,30       | 8,90      | 18,20 | 73      |
| Joaquín Blume | Terra              | 9,20       | 9,25      | 18,45 | 29      |

## Hípica
Vegeu Hípica als Jocs Olímpics d'estiu de 1952
Concurs complet
| Esportista                                     | Cavall                 | Esdeveniment       | Doma clàssica           | Cross            | Salt d'obstables    | Total               | Posició             |                     |
| ---------------------------------------------- | ---------------------- | ------------------ | ----------------------- | ---------------- | ------------------- | ------------------- | ------------------- | ------------------- |
| Fernando López                                 | Amado Mio              | Concurs individual | -190,33                 | -268             | -20                 | -478,33             | 34                  |                     |
| Joaquín Nogueras                               | Blason                 | Concurs individual | -151,33                 | No acabà         | No es classificà    | No es classificà    | No es classificà    |                     |
| Beltrán Osorio                                 | Huron                  | Concurs individual | -186,00                 | 78               | -10                 | -118.00             | 12                  |                     |
| Fernando López Joaquín Nogueras Beltrán Osorio | Blason Huron Amado Mio | Concurs equips     | -151,33 -186,00 -190,33 | No acabà 78 -268 | No es classificaren | No es classificaren | No es classificaren | No es classificaren |

Salts d'obstacles
| Esportista                                    | Cavall                 | Esdeveniment | Ronda 1          | Ronda 2         | Total | Posició |
| --------------------------------------------- | ---------------------- | ------------ | ---------------- | --------------- | ----- | ------- |
| Jaime García                                  | Quorom                 | Individual   | 12,00            | 8,00            | 20,00 | 16      |
| Marcelino Gavilán                             | Quoniam                | Individual   | 20,25            | 7,00            | 27,25 | 30      |
| Manuel Ordovás                                | Bohemio                | Individual   | 8,00             | 12,00           | 20,00 | 16      |
| Jaime García Marcelino Gavilán Manuel Ordovás | Quorom Quoniam Bohemio | Equips       | 12,00 20,25 8,00 | 8,00 7,00 12,00 | 67,25 | 10      |

## Natació
Vegeu Natació als Jocs Olímpics d'estiu de 1952
| Esportista       | Esdeveniment   | Sèrie   | Sèrie   | Semifinal        | Semifinal        | Final            | Final            |
| Esportista       | Esdeveniment   | Temps   | Posició | Temps            | Posició          | Temps            | Posició          |
| ---------------- | -------------- | ------- | ------- | ---------------- | ---------------- | ---------------- | ---------------- |
| Ricardo Conde    | 100 m lliures  | 1:02.6  | 49      | No es classificà | No es classificà | No es classificà | No es classificà |
| Enrique Granados | 400 m lliures  | 4:53.7  | 4 Q     | ?                | ?                | No es classificà | No es classificà |
| Enrique Granados | 1500 m lliures | 19:45.9 | 4       |                  |                  | No es classificà | No es classificà |
| Roberto Queralt  | 100 m lliures  | 1:01.6  | 40      | No es classificà | No es classificà | No es classificà | No es classificà |

## Rem
Vegeu Rem als Jocs Olímpics d'estiu de 1952
| Esportista                                                                | Esdeveniment       | Quarts de final | Quarts de final | Repesca | Repesca | Semifinal           | Semifinal           | Final               | Final               |
| Esportista                                                                | Esdeveniment       | Temps           | Posició         | Temps   | Posició | Temps               | Posició             | Temps               | Posició             |
| ------------------------------------------------------------------------- | ------------------ | --------------- | --------------- | ------- | ------- | ------------------- | ------------------- | ------------------- | ------------------- |
| Juan Omedes                                                               | Scull individual   | 8:03.1          | 4 R             | 7:45.1  | 3       | No es classificà    | No es classificà    | No es classificà    | No es classificà    |
| Salvador Costa Miguel Palau Francisco Gironella Pedro Massana Luis Omedes | Quatre amb timoner | 7:25.5          | 4 R             | 7:06.9  | 3       | No es classificaren | No es classificaren | No es classificaren | No es classificaren |

## Tir
Vegeu Tir als Jocs Olímpics d'estiu de 1952
| Esportista     | Esdeveniment        | Final | Final   |
| Esportista     | Esdeveniment        | Punts | Posició |
| -------------- | ------------------- | ----- | ------- |
| Emilio Álava   | Pistola ràpida 25 m | 568   | 13      |
| Ángel León     | Pistola lliure 50 m | 550   | 2       |
| Rafael de Juan | Fossa               | 173   | 27      |
| Antonio Vega   | Fossa               | 164   | 33      |

## Vela
Vegeu Vela als Jocs Olímpics d'estiu de 1952
| Esportista     | Esdeveniment | Curses | Curses | Curses | Curses | Curses | Curses | Curses | Total punts | Punts nets | Posició |
| Esportista     | Esdeveniment | 1      | 2      | 3      | 4      | 5      | 6      | 7      | Total punts | Punts nets | Posició |
| -------------- | ------------ | ------ | ------ | ------ | ------ | ------ | ------ | ------ | ----------- | ---------- | ------- |
| Ramón Balcells | Finn         | 645    | DSQ    | 1071   | 133    | 1247   | DSQ    | 548    | 3.644       | 3.644      | 10      |

## Waterpolo
Vegeu Waterpolo als Jocs Olímpics d'estiu de 1952

### Masculí
Equip
| - Juan Abellán - José Bazán - Francisco Castillo - Ricardo Conde |  | - Agustín Mestres - Roberto Queralt - Leandro Ribera - Antonio Subirana |

Entrenador:
Primera ronda − Grup D
| Equip      | J | G | E | P | GF | GC | Dif | Punts |
| ---------- | - | - | - | - | -- | -- | --- | ----- |
| Bèlgica    | 3 | 3 | 0 | 0 | 12 | 5  | +7  | 6     |
| Espanya    | 3 | 2 | 0 | 1 | 13 | 10 | +3  | 4     |
| Sud-àfrica | 3 | 1 | 0 | 2 | 10 | 9  | +1  | 2     |
| Brasil     | 3 | 0 | 0 | 3 | 7  | 18 | −11 | 0     |

Ronda semifinals − Grup E
| Equip        | J | G | E | P | GF | GC | Dif | Punts |
| ------------ | - | - | - | - | -- | -- | --- | ----- |
| Itàlia       | 3 | 3 | 0 | 0 | 12 | 6  | +6  | 6     |
| Estats Units | 3 | 2 | 0 | 1 | 14 | 11 | +3  | 4     |
| Bèlgica      | 3 | 1 | 0 | 2 | 8  | 13 | −5  | 2     |
| Espanya      | 3 | 0 | 0 | 3 | 9  | 13 | -4  | 0     |

Ronda cinquè/vuitè
| Equip          | J | G | E | P | GF | GC | Dif | Punts |
| -------------- | - | - | - | - | -- | -- | --- | ----- |
| Països Baixos  | 3 | 3 | 0 | 0 | 16 | 6  | +10 | 6     |
| Bèlgica        | 3 | 1 | 1 | 1 | 11 | 12 | −1  | 3     |
| Unió Soviètica | 3 | 1 | 1 | 1 | 9  | 10 | −1  | 3     |
| Espanya        | 3 | 0 | 0 | 3 | 8  | 16 | -8  | 0     |

Resultats
| Ronda                | Data  | Hora | Partit         | Partit | Partit     |
| -------------------- | ----- | ---- | -------------- | ------ | ---------- |
| Ronda preliminar     | 25/07 |      | Espanya        | 3 − 2  | Brasil     |
| Primera ronda − 1    | 26/07 |      | Bèlgica        | 5 − 4  | Espanya    |
| Primera ronda − 2    | 27/07 |      | Espanya        | 3 − 1  | Sud-àfrica |
| Primera ronda − 3    | 27/07 |      | Espanya        | 6 − 4  | Brasil     |
| Ronda semifinals − 1 | 30/07 |      | Itàlia         | 2 − 1  | Espanya    |
| Ronda semifinals − 2 | 31/07 |      | Estats Units   | 6 − 4  | Espanya    |
| Ronda cinquè/vuitè   | 01/08 |      | Unió Soviètica | 4 − 3  | Espanya    |
| Ronda cinquè/vuitè   | 02/08 |      | Països Baixos  | 7 − 1  | Espanya    |